# Berlie Doherty
Berlie Doherty (Liverpool, 6 de noviembre de 1943, Hollingsworth era su apellido de soltera) es una escritora de novelas, poeta, dramaturga y guionista inglesa. Ella es más conocida por sus libros para niños, por lo que ha ganado dos veces la Carnegie Medal. Sus otros trabajos incluyen novelas para adultos, obras de teatro y radio, series de televisión y libretos de pequeñas óperas.

## Educación y carrera temprana
Nacida en Knotty Ash en Liverpool en 1943 hija de Walter Hollingsworth, Doherty era la menor de tres hijos. Cuando tenía cuatro años, la familia se trasladó a la ciudad costera de Hoylake, el establecimiento de varios de sus primeros libros. Ella se animó a escribir por su padre, de quien más tarde escribió que había "historias heredadas". El un empleado de ferrocarril, fue también un escritor vivo cuya poesía fue publicada en el periódico local. Doherty pronto siguió el ejemplo, con su poesía y relatos que aparecen en las páginas infantiles del Liverpool Echo y del Hoylake News and Advertiser.
Doherty estudió en Upton Hall Convent School. Leyó Inglés en la Universidad de Durham (1965), y luego estudió ciencias sociales en la Universidad de Liverpool. En 1978, después de empezar una familia, obtuvo un certificado de posgrado en educación en la Universidad de Sheffield. Un curso de escritura creativa como parte del certificado dirigido a un cuento corto sobre la escuela del convento, de difusión en la radio local, que luego formó parte del núcleo de su primera novela para adultos,Requiem.
Después de haber trabajado como asistente social y maestra, Doherty pasó dos años escribiendo y produciendo programas escolares para la emisora de radio BBC Radio Sheffield.

## Carrera como escritora
El primer libro de Doherty, para los niños¡How Green You Are!, fue publicado en 1982. Se convirtió en escritora a tiempo completo en 1983, y ha escrito un total de más de treinta novelas y libros ilustrados para niños y adolescentes. Según Philip Pullman, "la fuerza de Doherty siempre ha sido su honestidad emocional."
Sus libros abarcan múltiples géneros. Algunos se basan en su experiencia como trabajadora social para dramatizar los problemas contemporáneos, como el embarazo en la adolescencia en Querido Nadie (1991), la adopción en The Snake-Stone (1995), el sida en huérfanos Áfricanos y el tráfico de niños en su última novela, Abela: La niña que vio Leones (2007). El conservacionista, su libro de cuentos Tilly Casa de la Moneda y el Dodo (1988), los centros de en torno a la amenaza de la extinción de especies. Spellhorn(1989) utiliza una fantasía para explorar la experiencia de la ceguera. Varias de sus obras escenarios históricos, tales como Street Child(1993), fijada en 1860 Londres. Algunos de estos se basan en la propia historia familiar de Doherty; Granny was a Buffer Girl (1986) incluye la historia del matrimonio de sus padres, mientras que The Sailing Ship Tree" (1998) se inspira en la vida de su padre y su abuelo.

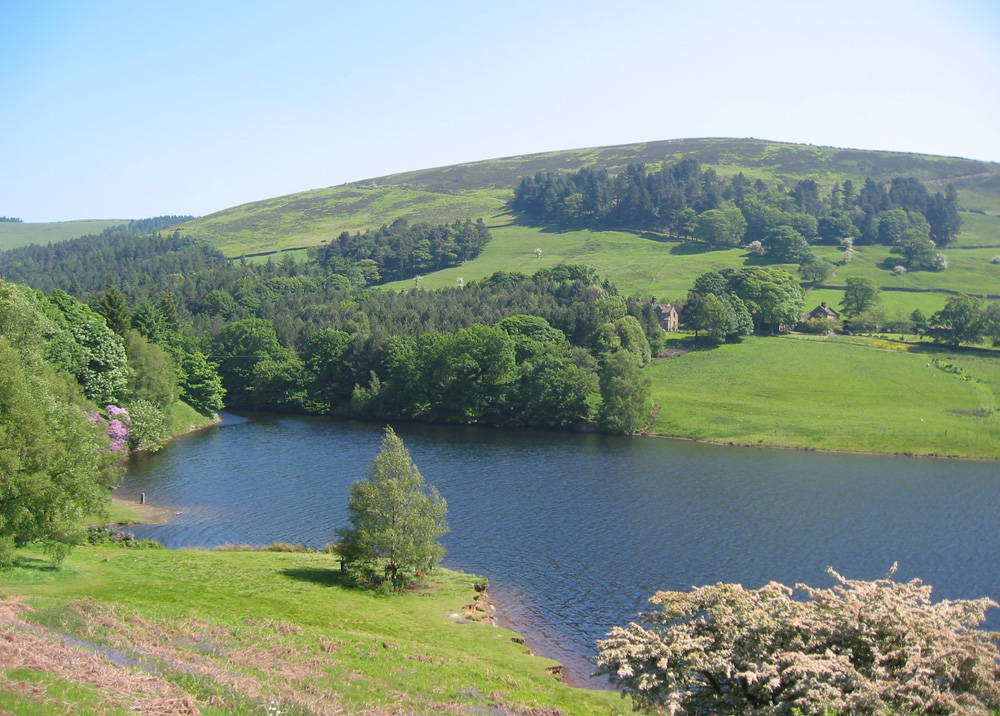
Ladybower Reservoir, la inspiración paraDeep Secret

Doherty ha declarado que está inspirada por el paisaje, admirando a Thomas Hardy para "el sentido de las personas dentro de un paisaje" que transmiten sus novelas y sus obras suelen tener un fuerte sentido de lugar. Ahora vive en Edale, Derbyshire en Dark Peak, y muchos de sus los libros se establecen en esta zona. Children of Winter (1985) se inspira en la historia de la peste en el pueblo de Eyam, y el ahogamiento de los pueblos de la Derwent y Ashopton por la Ladybower Reservoir se cuenta en Deep Secret (2004). La imagen de fantasía libro Blue John (2003) se inspiró en el Blue John Cavern en Castleton.
Doherty, a menudo trabaja con niños y adolescentes en el desarrollo de sus novelas, tiene "la convicción de que los niños son los expertos y que siempre podemos aprender de ellos". Ella leyó su primera novela,How Green You Are! a una de sus clases, mientras trabajaba como profesora en Sheffield. Tough Luck (1987) fue escrito como parte de la estancia de un escritor en una escuela en Doncaster, mientras que su investigación para Spellhorn, incluye una amplia labor con un grupo de niños ciegos de una escuela de Sheffield.
Aunque más conocida por sus obras para niños, Doherty ha escrito dos novelas para adultos, Requiem (1991) y The Vinegar Jar (1994). Sobre las diferencias entre la escritura para niños y adultos, se ha dicho, "Los niños necesitan una historia bien fuerte. Pero necesitan una escritura sensible y deben ser capaces de relacionarse con los personajes y la trama".

### Poesía
Su colección de poesía Walking on Air fue publicada en 1993, y sus poemas han aparecido en diversas antologías. Editó la colección The Forsaken Merman and Other Story Poems (1998). Su poema "Here lies a city's heart...', de la Comisión de Artes de Sheffield, ha sido grabado en el pavimento de Sheffield.

### Drama
Doherty ha escrito muchas obras de Radio (medio de comunicación)radio, que ella describe como "un medio maravilloso para escribir, para invitar a como lo hace el escritor y oyente a usar su imaginación, para "ver" con el ojo de su mente". También escribió varias obras para el teatro, incluyendo tanto adaptaciones, como obras originales. Ella ha adaptado dos de sus novelas para la televisión, White Peak Farm para la BBC1 (1988) y Children of Winter de Channel 4 (1994). También escribió la serie Zzaap and the Word Master en 2001, sobre dos niños atrapados en el ciberespacio, emitida en la BBC2 como parte de sus programas educacionales.

### Obras asociadas con la música
Varias de las obras de Doherty están destinadas a ser acompañadas por música. Ha escrito los libretos para tres pequeñas óperas. Daughter of the Sea es una adaptación de la novela del mismo nombre, y fue realizado por un grupo que incluía al Lindsay Quartet en 2004, con música compuesta por Richard Chew. Cat The Magician's (2004) fue encargado por la Ópera Nacional de Gales y cuenta con música de Julian Philips, compositor de Glyndebourne. Su libreto más reciente, para la ópera de cámara Wild Cat, también fue encargado por la Ópera Nacional de Gales, como parte de la trilogía 'Land, Sea, Sky' en el tema de la ética de conservación, y fue estrenada en mayo de 2007 por el Club de Canto WNO (un grupo de jóvenes), dirigida por Nik Ashton. El libreto fue parcialmente traducido al Galés por el poeta Menna Elfyn, y la música también fue compuesta por Philips.
Tres partes del Lindsay Quartet fueron escritas para ser leídas durante las actuaciones en directo de su música. The Midnight Man  fue inspirado por Debussy Cuarteto en Sol menor, Blue por John Smetana cuarteto de cuerda, y The Spell of the Toadman por Janáček cuarteto de cuerda. The Man Midnight Blue y John más tarde fueron publicados como libros ilustrados. La hija de Doherty, Sally, también ha creado The Man Midnight para recitada y canto, flauta, clarinete, chelo y arpa.

## Premios
Doherty ha ganado dos veces la prestigiosa Carnegie Medal, por Granny was a Buffer Girl(1986) y Dear Nobody(1991). Granny was a Buffer Girl fue también un libro de honor en el 1988 Boston Globe-Horn Book Awards. Dear Nobody también ganó el Sankei Award (1994), así como un Premio del Gremio de Escritores por su adaptación (1991), fue incluido por The Guardian en una lista de clásicos para los adolescentes. Otros premios incluyen el Writer's Guild Award por La hija del Mar en 1997.
En 2002, la Universidad de Derby concedió a Doherty un doctorado honoris causa.

## Vida personal
Doherty es pareja de un paracaidista de guerra. Ella tiene tres hijos de un matrimonio anterior. Dos de sus hijas han colaborado con ella, Janna Doherty ilustró Walking on Air y Tilly Mint and the Dodo, y Sally puso música a Midnight Man y Daughter of the Sea.

## Obras

### Novelas para niños y adultos jóvenes
- How Green You Are!(1982)
- The Making of Fingers Finnigan(1983)
- Jeannie de White Peak Farm(1984, publicado originalmente como White Peak Farm; adaptada para la televisión en 1988)
- Children of Winter(1985, adaptada para la televisión en 1994)
- Granny was a Buffer Girl(1986, adaptada para la radio en 2002-3)
- Tough Luck(1987)
- Spellhorn(1989)
- Dear Nobody(1991, adaptada para la radio en 1993)
- Street Child(1993, adaptada para la radio de 2000 y para la televisión)
- The Snake-Stone(1995, adaptada para la radio 2005)
- Daughter of the Sea(1996; libreto de 2004)
- The Sailing Ship Tree(1998)
- The Snow Queen(1998, adaptada de Hans Christian Andersen)
- Holly Starcross(2001)
- Deep Secret(2004)
- Abela: The Girl Who Saw Lions(2007)

### Libros ilustrados, libros de cuentos y colecciones de cuentos
- Tilly Mint Tales(1984)
- Tilly Mint and the Dodo(1988)
- Paddiwak and Cosy(1988)
- Snowy(1992)
- Old Father Christmas(1993, narración de la historia de Juliana Horatia Ewing)
- Willa and Old Miss Annie(1994)
- Tapundimak(1995)
- The Golden Bird (1995)
- Our Field(1996, narración de la historia de Juliana Horatia Ewing)
- Running on Ice(1997)
- Bella's Den(1997)
- Tales of Wonder and Magic(editado, 1997)
- The Man Midnight(1998)
- The Famous Adventures of Jack(2000)
- Fairy Tales (2000)
- Zzaap and the Word Master(2001, acompañado por la serie de televisión)
- The Nutcracker(2002)
- Coconut Comes to School(2002)
- Tricky Nelly's Birthday Treat(2003)
- Blue John (2003)
- The Starburster (2004)
- Ghost Jinnie(2005)
- The Humming Machine(2006)

### Colecciones de poesía
- Walking on Air(1993)
- Big Bulgy Fat Black Slugs(1993, con Joy Cowley y Junio Melser)
- The Forsaken Merman and Other Story Poems(editado en 1998)

### Novelas para adultos
- Requiem(1991, ampliado desde el juego de radio de 1982)
- The Vinegar Jar(1994)

### Obras teatrales escogidas
- The Drowned Village(1980)
- Unlucky for Some(1980)
- Home(1982)
- A Case for Probation(1983)
- Sacrifice (1985)
- Return to the Ebro(1986, adaptada como una obra de radio como Hay un valle en España, 1990) *
- The Sleeping Beauty(1993) *

### Libretos para pequeñas óperas
- Daughter of the Sea(2004)
- The Magician's Cat(2004)
- Wildcat(2007)